# Arca (musicienne)
Pour les articles homonymes, voir arca.
Alejandra Ghersi, connue sous son nom de scène Arca, est une musicienne, autrice-compositrice-interprète et productrice de musique électronique vénézuélienne, transgenre et née le 14 octobre 1989 à Caracas.
Vivant à Barcelone, en Espagne,, elle a sorti huit albums studio, incluant Arca en 2017 et une série de cinq albums intitulés Kick, initiée avec Kick I en 2020. Elle a travaillé en tant que productrice avec des artistes comme Björk, Kanye West, FKA twigs et Kelela, et a collaboré avec The Weeknd, Planningtorock ainsi que Rosalía.

## Biographie
Alejandra Ghersi Rodríguez, dite Arca, est une femme transgenre, née à Caracas dans une famille aisée, son père travaillant dans l'investissement bancaire. Elle a passé une partie de sa jeunesse dans le Connecticut. Elle décrit sa jeunesse comme étant dans une bulle et ajoute qu'elle avait, en tant que jeune homme, du mal à accepter son homosexualité.

## Carrière
Le 1er février 2012, Arca sort son premier EP, Baron Libre, à travers UNO NYC. Plus tard cette année, elle sort les EP Stretch 1 et Stretch 2 les 19 avril et 6 août respectivement,.
En 2013, Arca est créditée dans la production additionnelle, la programmation et l’écriture de cinq chansons de l’album Yeezus de Kanye West, qui est sorti le 18 juin de cette année. Elle est également consultante pour trois titres. 
Elle sort le 23 juillet de la même année la mixtape &&&&& via SoundCloud et Hippos in Tanks. Le projet inclut une performance visuelle réalisée par Jesse Kanda, qui a notamment contribué aux visuels du MoMA PS1 en octobre 2013. Le 17 septembre sort le second EP de FKA twigs, EP2, co-produit avec Arca.
Son premier album studio, Xen, sort le 4 novembre 2014 sur le label Mute Records. Arca a contribué de manière importante au neuvième album studio de Björk, Vulnicura, sorti le 20 janvier 2015. Elle est créditée pour la production de sept chansons de l’album et a co-écrit deux d'entre elles,. 
La même année, Arca collabore avec la musicienne américaine Kelela pour son EP Hallucinogen, sorti en octobre 2015. Elle est créditée pour la production, l'enregistrement, le mixage et la co-écriture de deux titres, l'un des deux morceaux étant issu de sa propre mixtape &&&&&. 
Le deuxième album studio d'Arca, Mutant, sort le 20 novembre 2015, suivi de la mixtape Entrañas le 4 juillet 2016 et du single Sin Rumbo.
Arca rejoint ensuite le label XL Recordings. En prémices à la sortie de son nouvel album, Arca, un nouveau single, Piel, sort le 22 février 2017. Cet album éponyme, paru le 7 avril 2017, est acclamé par la critique. La même année, Arca retrouve Björk pour le neuvième album studio de l'Islandaise, Utopia, dont elle co-produit la quasi-totalité du projet. Björk explique que l'album explore le « chevauchement Arca-Björk ». Le clip vidéo de Arisen My Senses, célébrant leur collaboration et leur amitié, et dans lequel Arca est physiquement présente, voit le jour le 18 décembre 2017. Comme cela avait été le cas pour la tournée dédiée à l'album Vulnicura de Björk, Arca accompagne cette dernière en tournée pour Utopia, puis pour la série de concerts baptisée Cornucopia.
Arca collabore à nouveau avec Kelela pour son premier album studio, Take Me Apart, sorti en octobre 2017. Kelela dit qu’Arca a « ancré » l’album et en a produit une grosse partie. Elle est créditée dans la production de quatre chansons et la co-écriture de deux.
En février 2020, Arca révèle au public un single de 62 minutes, diffusé sur NTS Radio grâce à une collaboration avec DIVA EXPERIMENTAL FM. Arca explique avoir envisagé @@@@@ comme la suite de la mixtape &&&&& (2013). Son cinquième opus, KiCk i, est annoncé pour la même année. Arca y est accompagnée de la star espagnole Rosalía et de l'Islandaise Björk. Une tournée de 13 dates en Europe et aux États-Unis débute le 4 avril au Rewire Festival de La Haye, aux Pays-Bas. Elle annonce également trois suites au projet kIcK qui devrait se terminer avec kIcK iv. 
En parallèle, l'installation Echo prend place dans les couloirs du Museum of Modern Art de New York pour une durée de deux ans. La pièce a été créée grâce au moteur Bronze AI, dont l'intelligence artificielle crée de la musique non-statique, générative et augmentée. « C'est un honneur de composer pour une IA qui ne jouera jamais deux fois de façon identique. C'est une transmission live en constante mutation », explique Arca sur Instagram.
Le 3 septembre 2021, elle participe à l'album Dawn of Chromatica, l'album remix de Chromatica de Lady Gaga. Elle livre un remix de Rain On Me samplant ses deux chansons Time et Mequetrefe, toutes deux issues de son album KiCk i.
Durant les mois d'octobre et novembre 2021, elle annonce avec des singles chaque semaine ses albums KICK ii, KicK iii et kick iiii pour le 3 décembre 2021. Elle sort finalement à partir du 30 novembre un album par jour, jusqu'au vendredi 3 décembre qui est spéculé pour être le jour de sortie de l'album final de son univers KiCk. Le 3 décembre sort finalement kiCK iiiii, cinquième et dernier opus de la série KiCk.

## Vie personnelle et identité de genre
Assignée garçon à sa naissance, Arca est non binaire et utilise les pronoms « she », « it » et « they ».

## Discographie

### Albums studio
- Xen (album) (en) (Mute, 2014)
- Mutant (Arca : album) (en) (Mute, 2015)
- Arca (album) (en) (XL Recordings, 2017)
- KiCk i (en) (2020)
- KICK ii (en) (2021)
- KicK iii (en) (2021)
- kick iiii (2021)
- kiCK iiiii (2021)

### EPs
- Barón Libre (UNO NYC, 2012)
- Stretch 1 (UNO NYC, 2012)
- Stretch 2 (UNO NYC, 2012)

### Mixtapes
- Baron Foyel (DIS Magazine, 2011)
- MoMA PS1 Warm Up Mix (The Fader, 2012)
- &&&&& (auto-produit, Hippos In Tanks, 2013)
- Sheep (auto-produit, 2015)
- Entrañas (auto-produit, 2016)

### Productions
- Dean Blunt - The Redeemer, album The Redeemer (Hippos in Tanks, 2013)[30]
- Kanye West - Hold My Liquor, I'm In It, Blood on the Leaves et Send It Up, album Yeezus (Def Jam, 2013)
- FKA twigs – EP2 (Young Turks, 2013)
- FKA twigs - Lights On, Hours et Give Up, album LP1 (Young Turks, 2014)
- Björk – Vulnicura (One Little Indian Records, 2015)
- Björk – Utopia (One Little Indian Records, 2017)
- Kelela – Hallucinogen (Warp, 2015)
- Babyfather (Dean Blunt) - "Meditation", "Deep" et "Snm" dans BBF: hosted by DJ Escrow (Hyperdub, 2016)
- Frank Ocean - Mine, album Endless (Def Jam, 2016)[31]